# Сірководневі гази
Сірководневі гази (рос.газы сероводородсодержащие; англ. hydrogene sulphide containing gases, acid gases; нім. schwefelwasserstoffhaltige Gase n pl) – гази, до складу яких входить сірчистий водень (Н2S). 
Містяться у вулканічних газах, мінералізованих водах та інших. Гази, що містять сірководень, можуть бути присутні в шахтній атмосфері, при видобуванні і переробці сірчистих нафт і в ряді інших випадків. 
Гранично допустима концентрація сірчистого водню в повітрі 0,01 мг/л. 
Суміш газу, що містить сірководень з повітрям, вибухонебезпечна, тому робота при наявності газу, що містить сірководень, вимагає суворого додержання правил техніки безпеки.